# Valgus sumatranus
Valgus sumatranus är en skalbaggsart som beskrevs av Raffaello Gestro 1891. Valgus sumatranus ingår i släktet Valgus och familjen Cetoniidae. Inga underarter finns listade i Catalogue of Life.